# West Warwick (Rhode Island)
West Warwick – miasto w Stanach Zjednoczonych, w stanie Rhode Island, w hrabstwie Kent.